# Vita Nuova

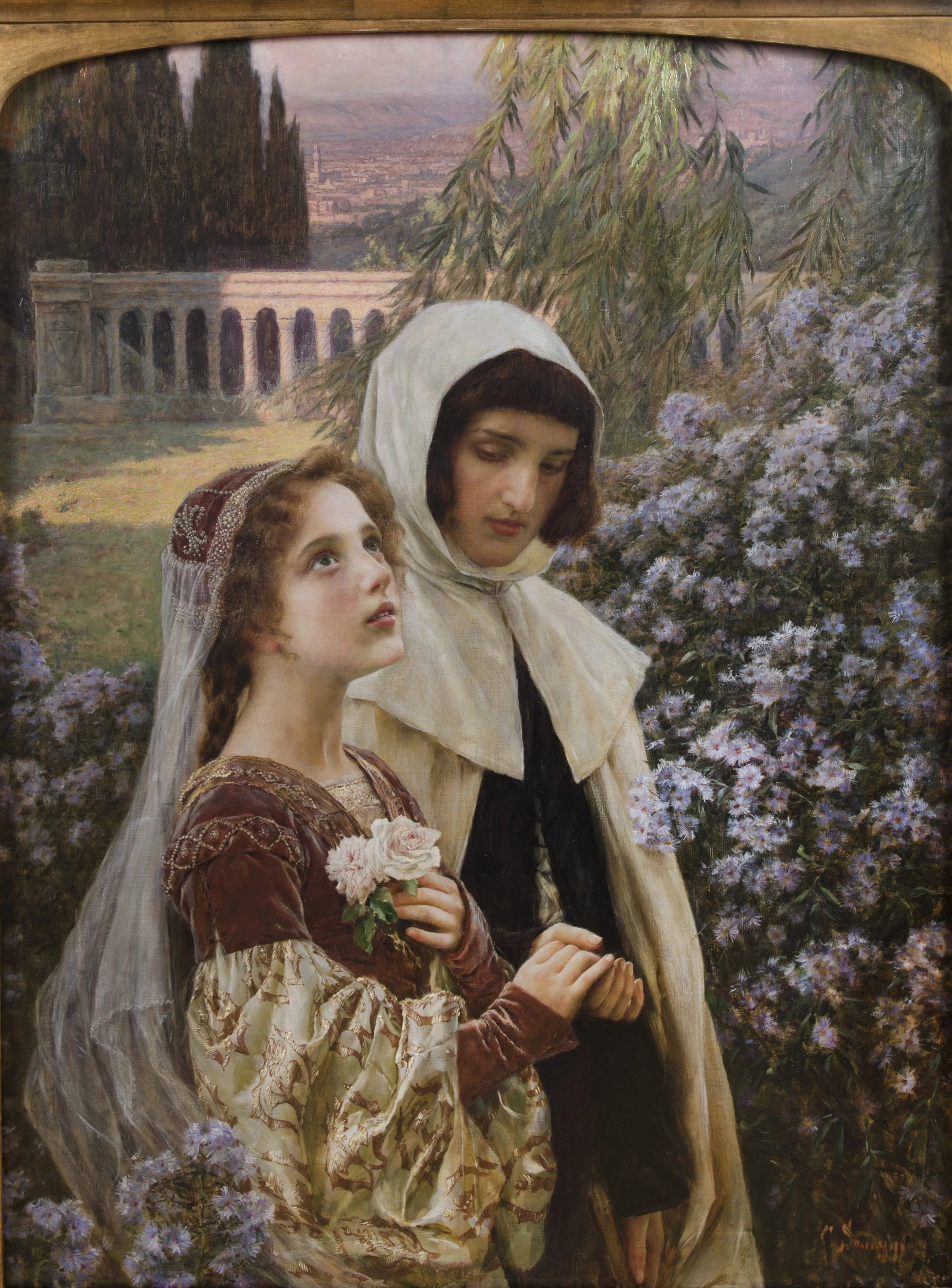
"Incipit vita nova" - "Dante e Beatrice no jardim", 1903, obra de estilo pré-rafaelita do pintor italiano Cesare Saccaggi.

Vita Nuova (em português Vida Nova) é a obra de juventude do poeta italiano Dante Alighieri, escrita provavelmente entre 1292 e 1293, na qual ele narra a história de seu amor por Beatrice Portinari, a filha de Folco Portinari, um nobre da cidade de Florença.
O que Dante fez nesse livro de 1292 ou 1293 foi selecionar parte de sua produção poética dos anos anteriores e intercalar trechos em prosa, que, comentando ou apresentando os poemas, estabelece uma articulação entre eles, funciona como fio condutor de uma narrativa.

## Doce estilo novo
De caráter autobiográfico, a obra possui narrativa híbrida, pois reúne prosa e poesia. São 31 líricas e 42 capítulos em prosa, alternados. Os trechos em prosa narram a história e possuem também uma função metalinguística, a de explicar o conteúdo dos versos.
A linguagem é acentuadamente lírica, composta segundo o modelo do doce estilo novo (stilnuovo), e os versos variam de forma, porém predomina o soneto e a balada. 

## Amor platônico
A narrativa tem início com o primeiro encontro de Dante com sua amada Beatrice (Beatriz Portinari), quando ambos tinham 9 anos, e o segundo, exatamente 9 anos depois, aos 18. Nessa ocasião, ele tem um sonho místico e alegórico, no qual vê "Amor" que aprisiona Beatriz em seus braços. A donzela tem nas mãos o coração de Dante, que devora em lágrimas. Esse é o motivo para os primeiros versos, posto que o Poeta pede a seu amigo, o poeta stilnovista Guido Cavalcanti, a interpretação deste sonho, à qual responde com outros versos.
Dante relata, então, o seu sofrimento por ter de esconder seu amor, o que inclui cortejar falsamente outras donzelas que acompanham Beatriz, para não levantar suspeitas. O fato é percebido por Beatriz e mal interpretado, e a "gentilíssima" deixa de saudá-lo.
Na segunda e mais dramática parte da obra, Dante narra a morte do pai de Beatriz, e posteriormente um sonho profético no qual ele vê a morte da amada, morte essa que ocorreu em 1290. Após um período de intenso sofrimento, o poeta manifesta interesse por outra donzela, mas logo descarta essa paixão e revive a memória de Beatriz. Na última prosa, ele afirma que voltará a escrever sobre a amada, mas da maneira que ela realmente merece ser louvada (um preanúncio da Divina Comédia).

## Curiosidade
Anthony Hopkins no filme Hannibal de Ridley Scott cita um dos versos dessa obra em uma das cenas do filme em Florença.